# لوكاس كوزاك
لوكاس كوزاك هو لاعب هوكي الجليد سلوفاكي، ولد في 29 أكتوبر 1991 في مارتن في سلوفاكيا.

## وصلات خارجية
- لوكاس كوزاك على موقع EliteProspects.com (الإنجليزية)
- لوكاس كوزاك على موقع HockeyDB.com (الإنجليزية)